# Периандър
Периандър (на старогръцки: Περίανδρος (τοῦ Κυψέλου) ὁ Κορίνθιος – Periandros (син на Kypselos) Коринтийеца); † 583 пр.н.е.) е вторият тиран на Древен Коринт от ок. 628 пр.н.е. Той се брои към седемте мъдреци, но е сменен по-късно от Мисон от Чен.
Коринт бележи ярък възход по време на управлението на Периандър.

## Живот
Син е на тирана Кипсел и неговата законна съпруга Кратеа. Произлиза от митичния лапит Кеней. В античните източници са споменати братята на Периандър – Пилад, Ехиад и Горг. В момента на смъртта на Кипсел ок. 627 г. пр. Хр. Периандър е на 40 години.
Периандър е прототип на тиран. По времето на неговото управление Коринт се развива до културен и икономически разцвет. Той планува канала на Коринт, създава силна флота и чрез търговия и военни успехи (завладяване на Епидавър, Коркира) издига Коринт. Създава законите за даване на земя на бедни селяни, създаване на работа, луксозните закони и забраната на робството. По времето на конфликта между Митилени и Атина за Сигейон Периандер е назначен за съдия. Той решава конфликта в полза на Атина.
По негово време в Коринт пристига поетът Арион от Лесбос и живее известно време в неговия двор.
Периандър в началото е миролюбив владетел, докато не открива, че майка му Кратеа се влюбила в него и тайно лягала в леглото му. Оттогава той става жесток владетел. По версията на Херодот Периандър се превръща в тиранин след общуването си с тирана на Милет Трасибул, който, късайки най-високите стръкове на полето, го съветвал да унищожава всички изявени мъже, способни да го изместят от властта. Аристотел също го нарича „истински тиранин, но и войнствен мъж“, който, опасявайки се от заговори, се обградил с лични телохранители, въвел забрани за събиране на групи хора на площада, за провеждане на обществени празници и частни пиршества.
Периандър се жени за Мелиса, дъщерята на Прокъл, тиран на Епидавър и внучка на цар Аристократ II от Орхомен в Аркадия. С нея той има два сина Кипсел и Ликофрон и една дъщеря. Периандър без да иска убива бременната си съпруга с ритник, но не казва на децата си. Когато синовете му посещават дядо си Прокъл, той им разказва тази тайна на Периандър. Когато синовете се връщат обратно, по-малкият Ликофрон, не иска да има нищо повече с баща си, но е изселен в Коркира. За отмъщение Периандър тръгва срещу Епидавър, завладява го и пленява Прокъл.
По-късно жителите на Коркира убиват Ликофрон и за отмъщение за убийството му Периандър нарежда 300 синове на знатни коркирици да бъдат заведени при Алиат II в Сарди, за да ги кастрират там. Обаче, когато те спират на Самос, те са освободени от самосийците и се спасяват от тази участ.
Периандър умира през 585 г.пр.Хр. и тиранията не продължава след него.